# Heterotrissocladius incomptus
Heterotrissocladius incomptus är en tvåvingeart som först beskrevs av Zetterstedt 1838.  Heterotrissocladius incomptus ingår i släktet Heterotrissocladius och familjen fjädermyggor.
Artens utbredningsområde är Sverige. Inga underarter finns listade i Catalogue of Life.